# Szabadbattyán
Szabadbattyán è un comune dell'Ungheria di 4.562 abitanti (dati 2001). È situato nella contea di Fejér.